# Migdolus fryanus
Migdolus fryanus är en skalbaggsart som beskrevs av John Obadiah Westwood 1863. Migdolus fryanus ingår i släktet Migdolus och familjen långhorningar.
Artens utbredningsområde är Paraguay. Inga underarter finns listade i Catalogue of Life.